# 加拿大戴维斯杯代表队
加拿大戴维斯杯代表队是加拿大男子国家网球队历年参加戴维斯杯的队伍，由加拿大网球协会负责管理。加拿大队首次参加戴维斯杯是在1913年，当时输给了美国队。他们在2022年2-0击败澳大利亚队首次获得冠军。